# Tick Tick Boom
|  | Denne artikel er oprettet af botten PalnaBot ud fra en ekstern database. Den kan derfor have sproglige fejl eller mangler. Denne skabelon kan fjernes efter kontrol af indholdet. |

Tick Tick Boom er en kortfilm fra 2009 instrueret af Frida Barkfors.

## Handling
Pelle er forelsket i Dagmar, og i dag vil han invitere hende ud. Rasmus er nybagt far og kan ikke acceptere at hans søn skal igennem en risikofyldt operation. Aksel er for nylig blevet separeret fra sin kone, men håber de kan finde sammen igen. Tick Tick Boom er en bittersød multiplotfortælling om hvordan livet ikke altid går som man planlægger det.